# Lijst van zoogdieren in Andorra
Dit is een lijst van zoogdieren die leven in Andorra.
| EX | Uitgestorven             |
| EW | Uitgestorven in het wild |
| CR | Ernstig bedreigd         |
| EN | Bedreigd                 |
| VU | Kwetsbaar                |
| NT | Gevoelig                 |
| LC | Niet bedreigd            |
| DD | Onzeker                  |

## Subklasse:Theria

### Infraklasse:Eutheria

#### Orde:Artiodactyla(Evenhoevigen)
- Familie: Suidae (Varkens)
  - Onderfamilie: Suinae
    - Geslacht: Sus (Echte Zwijnen)
      - Wild zwijn Sus scrofa LC
- Familie: Cervidae (Hertachtigen)

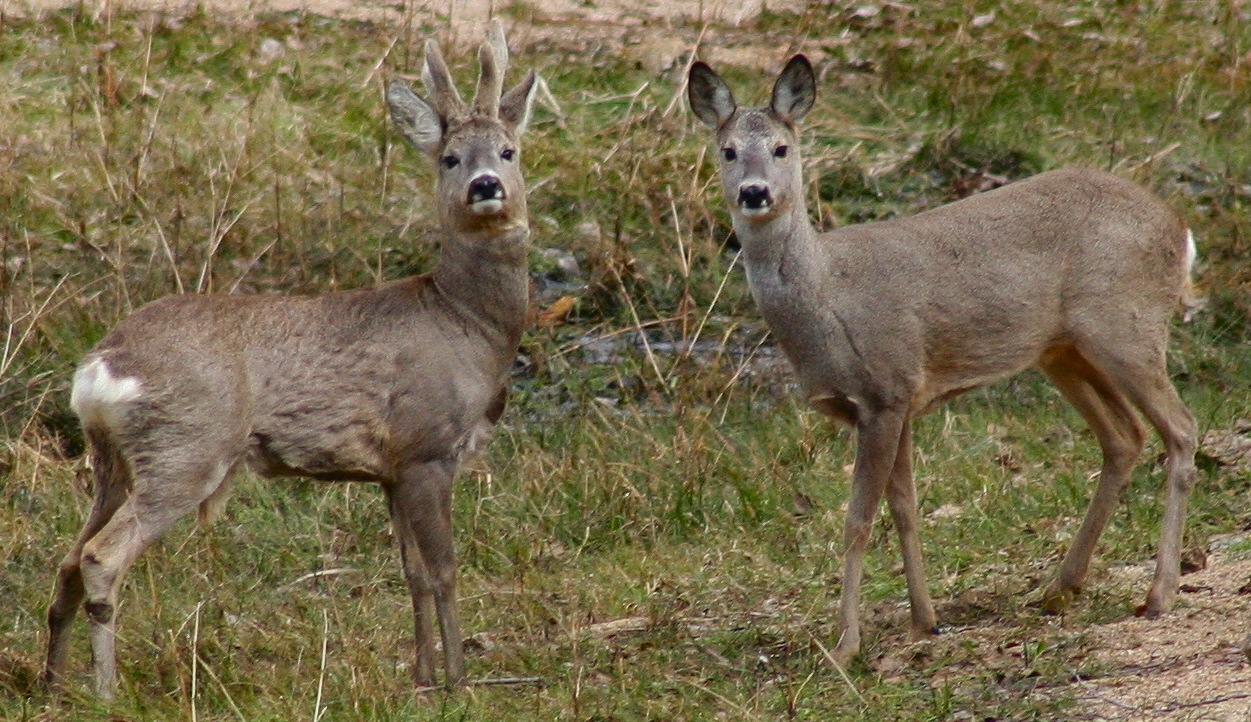
Ree

  - Onderfamilie: Capreolinae (Schijnherten)
    - Geslacht: Capreolus (Reeën)
      - Ree Capreolus capreolus LC
- Familie: Bovidae (Holhoornigen)
  - Geslacht: Capra (Geiten)
    - Spaanse steenbok Capra pyrenaica LC

  - Geslacht: Rupicapra
    - Pyrenese gems Rupicapra pyrenaica LC

#### Orde:Carnivora(Roofdieren)
- Onderorde: Caniformia
  - Familie: Canidae (Hondachtigen)
    - Geslacht: Vulpes
      - Vos Vulpes vulpes LC

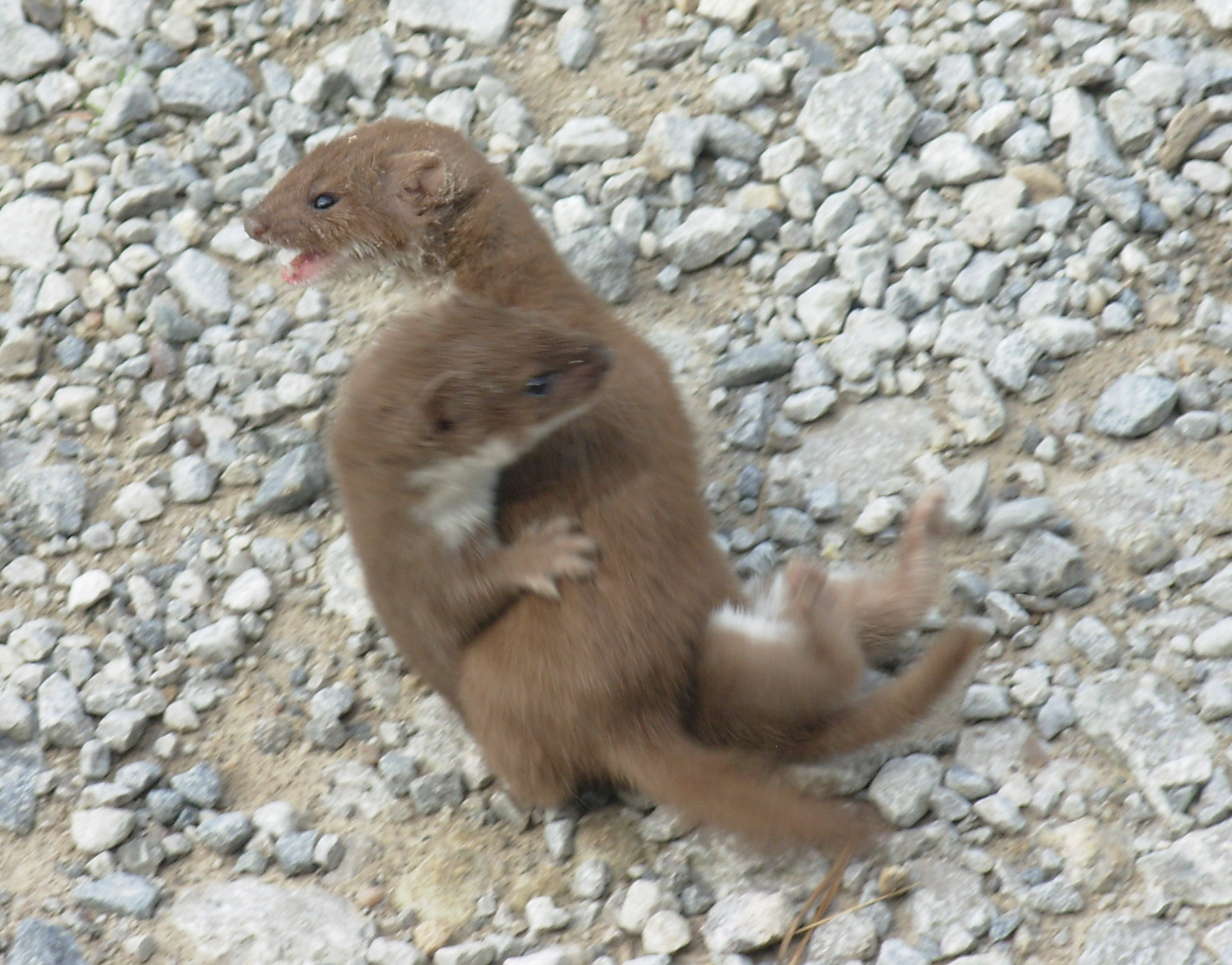
Wezel

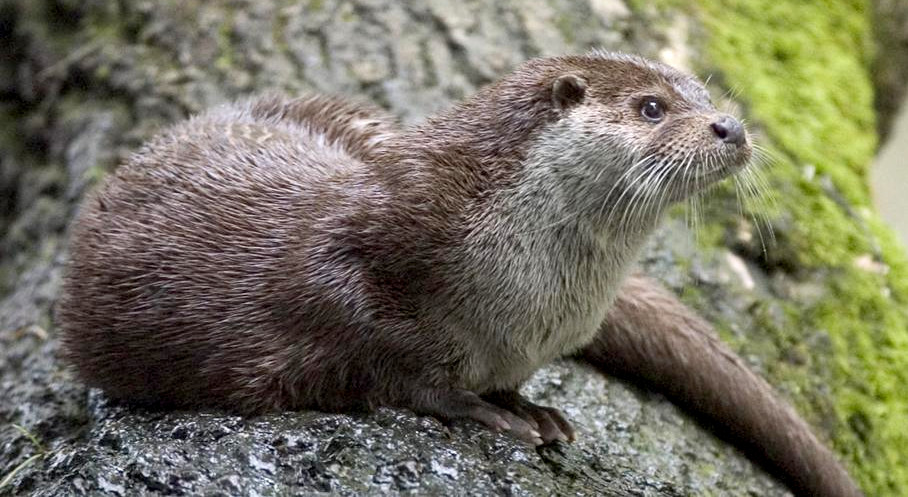
Otter

  - Familie: Mustelidae (Marterachtigen)
    - Geslacht: Mustela (Kleine marters)
      - Wezel Mustela nivalis LC
      - Bunzing Mustela putorius LC
      - Hermelijn Mustela erminea LC

    - Geslacht: Lutra
      - Otter Lutra lutra NT

  - Familie: Ursidae (beren)
    - Geslacht: Ursus
      - Europese bruine beer Ursus arctos arctos CR
- Onderorde: Feliformia
  - Familie: Felidae (Katachtigen)
    - Geslacht: Felis
      - Wilde kat (Felis silvestris)

  - Familie: Viverridae (Civetkatachtigen)
    - Geslacht: Genetta
      - Genetkat (Genetta genetta) LC (Geïntroduceerd)

#### Orde:Chiroptera(Vleermuizen)

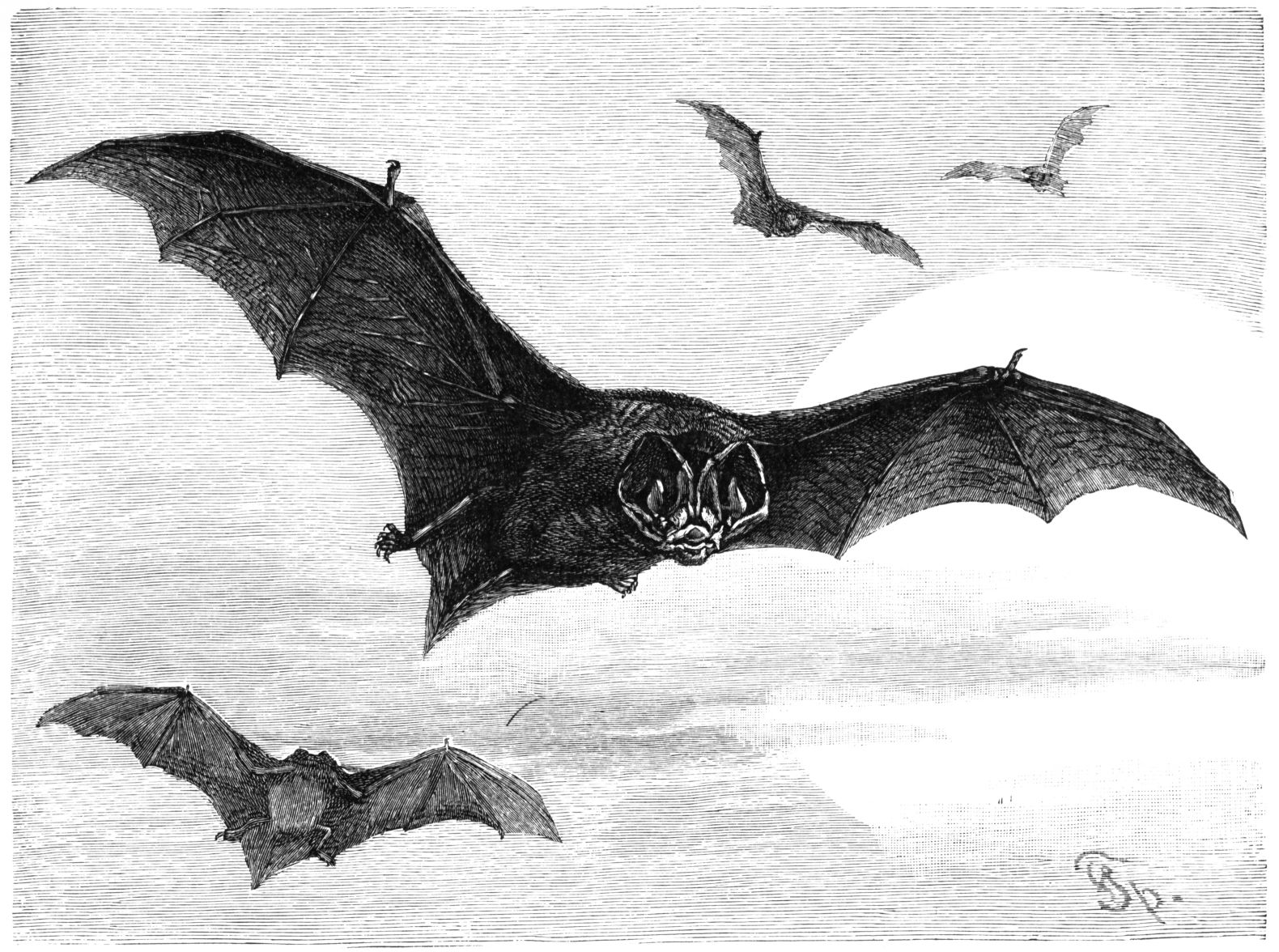
Mopsvleermuis

- Familie: Vespertilionidae (Gladneuzen)
  - Onderfamilie: Myotinae
    - Geslacht: Myotis
      - Vale vleermuis Myotis myotis LC
      - Bechsteins vleermuis Myotis bechsteinii NT
      - Kleine vale vleermuis Myotis blythii LC
      - Capaccini's vleermuis  Myotis capaccinii VU
      - Watervleermuis Myotis daubentonii LC
      - Ingekorven vleermuis Myotis emarginatus LC
      - Baardvleermuis Myotis mystacinus LC
      - Franjestaart Myotis nattereri LC

  - Onderfamilie:
    - Geslacht: Eptesicus
      - Laatvlieger Eptesicus serotinus LC

    - Geslacht: Pipistrellus (Dwergvleermuizen)
      - Kuhls dwergvleermuis Pipistrellus kuhlii LC
      - Ruige dwergvleermuis Pipistrellus nathusii LC
      - Gewone dwergvleermuis Pipistrellus pipistrellus LC
      - Savi's dwergvleermuis Pipistrellus savii LC

  - Onderfamilie: Vespertilioninae
    - Geslacht: Barbastella
      - Mopsvleermuis Barbastella barbastellus NT

    - Geslacht: Nyctalus
      - Bosvleermuis Nyctalus leisleri LC
      - Rosse vleermuis Nyctalus noctula LC

    - Geslacht: Plecotus
      - Grijze grootoorvleermuis Plecotus austriacus LC
      - Berggrootoorvleermuis Plecotus macrobullaris LC
- Familie: Rhinolophidae (Hoefijzerneuzen)
  - Onderfamilie: Rhinolophinae
    - Geslacht: Rhinolophus (Echte Hoefijzerneuzen)
      - Kleine hoefijzerneus Rhinolophus hipposideros LC
      - Paarse hoefijzerneus  Rhinolophus euryale NT
      - Grote hoefijzerneus  Rhinolophus ferrumequinum LC

#### Orde:Lagomorpha(Haasachtigen)
- Familie: Leporidae (Hazen en konijnen)
  - Onderfamilie:
    - Geslacht: Oryctolagus
      - Konijn Oryctolagus cuniculus NT

    - Geslacht: Lepus
      - Haas Lepus europaeus LC

#### Orde:Rodentia(Knaagdieren)
- Onderorde: Myomorpha
  - Familie: Cricetidae
    - Onderfamilie: Arvicolinae (Woelmuizen)
      - Geslacht: Arvicola
        - Woelrat Arvicola terrestris LC
        - Bergwoelrat Arvicola scherman LC

      - Geslacht: Microtus
        - Aardmuis Microtus agrestis LC
        - Veldmuis Microtus arvalis LC
        - Provençaalse woelmuis Microtus duodecimcostatus LC
        - Pyrenese woelmuis Microtus gerbei LC

  - Familie: Muridae
    - Onderfamilie: Murinae (Muizen en ratten van de Oude Wereld)
      - Geslacht: Apodemus (Bosmuizen)
        - Grote bosmuis Apodemus flavicollis LC
        - Bosmuis Apodemus sylvaticus LC

      - Geslacht: Mus (Echte Muizen)
        - Ondergeslacht: Mus
          - Huismuis Mus musculus LC

  - Familie: Gliridae
    - Onderfamilie:
      - Geslacht: Eliomys (Eikelmuizen
        - Eikelmuis Eliomys quercinus LC
- Onderorde: Sciuromorpha
  - Familie: Sciuridae (Eekhoorns)
    - Onderfamilie: Xerinae
      - Geslacht: Marmota (Marmotten)
        - Alpenmarmot Marmota marmota LC (Geïntroduceerd)

#### Orde:Eulipotyphla(Insecteneters)
- Familie: Talpidae (Mollen)
  - Onderfamilie: Talpinae
    - Geslachtengroep: Desmanini
      - Geslacht: Galemys
        - Pyrenese desman Galemys pyrenaicus VU

    - Geslachtengroep: Talpini
      - Geslacht: Talpa
        - Mol Talpa europaea LC
- Familie: Soricidae (Spitsmuizen)
  - Geslacht: Sorex
    - Bosspitsmuis Sorex araneus LC
    - Tweekleurige bosspitsmuis Sorex coronatus LC
    - Dwergspitsmuis Sorex minutus LC

Landen: Afghanistan · Albanië · Algerije · Andorra · Angola · Antigua en Barbuda · Argentinië · Armenië · Australië · Azerbeidzjan · Bahama's · Bahrein · Bangladesh · Barbados · België · Belize · Benin · Bhutan · Bolivia · Bosnië en Herzegovina · Botswana · Brazilië · Brunei · Bulgarije · Burkina Faso · Burundi · Cambodja · Canada · Centraal-Afrikaanse Republiek · Chili · China · Colombia · Comoren · Congo-Brazzaville · Congo-Kinshasa · Costa Rica · Cuba · Cyprus · Denemarken · Djibouti · Dominica · Dominicaanse Republiek · Duitsland · Ecuador · Egypte · El Salvador · Equatoriaal-Guinea · Eritrea · Estland · Ethiopië · Fiji · Filipijnen · Finland · Frankrijk · Gabon · Gambia · Georgië · Ghana · Grenada · Griekenland · Guatemala · Guinee · Guinee-Bissau · Guyana · Haïti · Honduras · Hongarije · Ierland · IJsland · India · Indonesië · Irak · Iran · Israël · Italië · Ivoorkust · Jamaica · Japan · Jemen · Jordanië · Kaapverdië · Kameroen · Kazachstan · Kenia · Kirgizië · Kiribati · Koeweit · Kosovo · Kroatië · Laos · Lesotho · Letland · Libanon · Liberia · Libië · Liechtenstein · Litouwen · Luxemburg · Madagaskar · Malawi · Maldiven · Maleisië · Mali · Malta · Marokko · Marshalleilanden · Mauritanië · Mauritius · Mexico · Micronesië · Moldavië · Monaco · Mongolië · Montenegro · Mozambique · Myanmar · Namibië · Nauru · Nederland · Nepal · Nicaragua · Nieuw-Zeeland · Niger · Nigeria · Noord-Korea · Noord-Macedonië · Noorwegen · Oeganda · Oekraïne · Oezbekistan · Oman · Oostenrijk · Oost-Timor · Pakistan · Palau · Panama · Papoea-Nieuw-Guinea · Paraguay · Peru · Polen · Portugal · Qatar · Roemenië · Rusland · Rwanda · Saint Kitts en Nevis · Saint Lucia · Saint Vincent en de Grenadines · Salomonseilanden · Samoa · San Marino · Sao Tomé en Principe · Saoedi-Arabië · Senegal · Servië · Seychellen · Sierra Leone · Singapore · Slovenië · Slowakije · Soedan · Somalië · Spanje · Sri Lanka · Suriname · Swaziland · Syrië · Tadzjikistan · Tanzania · Thailand · Togo · Tonga · Trinidad en Tobago · Tsjaad · Tsjechië · Tunesië · Turkije · Turkmenistan · Tuvalu · Uruguay · Vanuatu · Venezuela · Verenigd Koninkrijk · Verenigde Arabische Emiraten · Verenigde Staten · Vietnam · Wit-Rusland · Zambia · Zimbabwe · Zuid-Afrika · Zuid-Korea · Zweden · Zwitserland

Overig: Lijst van zoogdieren · Lijst van zoogdieren in Europa · Lijst van zoogdieren op Newfoundland · Lijst van zoogdieren met Nederlandse namen